# Shinya Kumazaki
Shinya Kumazaki (熊崎 信也, Kumazaki Shin'ya, nascido em 21 de maio de 1979) é um diretor de videogame, designer de jogos, funcionário do HAL Laboratory e pintor japonês que é o atual diretor geral da série Kirby e voz do Rei Dedede.

## Biografia

### Vida pregressa
Nascido na Prefeitura de Gifu em 1979, Kumazaki estudou no Collégio de Arte de Kanazawa e na Academia de Belas Artes de Suidobata

### Primeiros trabalhos no HAL Laboratory
Kumazaki ingressou no HAL Laboratory em 2002, onde alguns de seus primeiros papéis incluíram a depuração do jogo Kirby: Nightmare in Dream Land e designer de Kirby Air Ride e Kirby Canvas Curse. Seu primeiro jogo como diretor veio em 2008 como o remake do Nintendo DS Kirby Super Star Ultra, onde o jogo original foi expandido para incluir quatro subjogos adicionais.

### Como diretor
Em 2010, ele estava trabalhando no software integrado para o então novo sistema Nintendo 3DS quando foi contratado para a equipe de desenvolvimento do então inacabado jogo Kirby Wii; sob sua supervisão, a equipe de desenvolvimento conseguiu incorporar elementos dos três conceitos inacabados para o projeto e o jogo foi finalmente lançado como Kirby's Return to Dream Land.
Desde então, Kumazaki assumiu o papel de Diretor e, mais tarde, Diretor Geral de vários jogos de plataforma principais de Kirby, incluindo a compilação de 20º aniversário Kirby's Dream Collection (2012), Kirby: Triple Deluxe (2014), Kirby: Planet Robobot (2016) e Kirby Star Allies (2018). Além disso, trabalha nos rascunhos dos box comics dos jogos da série BoxBoy! desde 2016 e é o dublador do Rei Dedede da série Kirby, um retorno ao papel de Masahiro Sakurai como dublador de King Dedede em Kirby 64: The Crystal Shards.
Como diretor geral dos jogos da série Kirby, Kumazaki considera “dispositivos, mapas e duras batalhas contra chefes” os componentes essenciais de jogos de ação de qualidade. Kumazaki também é bem conhecido entre os fãs de Kirby por incorporar a tradição (o mais notável sendo os Anciãos mencionados pela primeira vez em Kirby's Return to Dream Land de Magolor) e histórias de fundo de vários personagens.
A partir de 2021, Kumazaki também faz parte do Conselho de Administração do HAL Laboratory.

### Vida pessoal
Kumazaki tinha um gato de estimação chamado Tom; ele provou a voz de Tom para a voz do chefe final de Kirby: Planet Robobot (2016). O gato morreu em 2017, aos 17 anos.
Kumazaki também mantém seu próprio blog pessoal e um perfil público no Instagram. Em seu tempo livre, Kumazaki cria pinturas digitais de arte de horror cósmico, geralmente retratando temas originais com interpretações ocasionais de chefes de Kirby.

## Obras
| Ano  | Título                              | Funções                                                             |
| ---- | ----------------------------------- | ------------------------------------------------------------------- |
| 2002 | Kirby: Nightmare in Dream Land      | Depuração de comunicação                                            |
| 2003 | Kirby Air Ride                      | Designer                                                            |
| 2005 | Kirby: Canvas Curse                 | Designer                                                            |
| 2006 | Otona no Joshiki Ryoku Training DS  | Agradecimentos especiais                                            |
| 2008 | Kirby Super Star Ultra              | Diretor                                                             |
| 2011 | Kirby's Return to Dream Land        | Diretor, dublador (Rei Dedede)                                      |
| 2012 | Kirby's Dream Collection            | Diretor (com Tatsuya Kamiyama)                                      |
| 2014 | Kirby: Triple Deluxe                | Diretor, dublador (Rei Dedede, Dedede Sombrio)                      |
| 2014 | Kirby Fighters Deluxe               | Diretor, dublador (Rei Dedede, Dedede Sombrio)                      |
| 2014 | Dedede's Drum Dash Deluxe           | Diretor, dublador (Rei Dedede, Dedede Sombrio)                      |
| 2015 | Kirby and the Rainbow Curse         | Agradecimentos especiais                                            |
| 2016 | BoxBoxBoy!                          | Quadrinhos em caixa - rascunhos                                     |
| 2016 | Kirby: Planet Robobot               | Diretor geral, dublador (Clones Dedede)                             |
| 2017 | Bye-Bye BoxBoy!                     | Quadrinhos em caixa - rascunhos                                     |
| 2017 | Team Kirby Clash Deluxe             | Diretor geral, dublador (Rei D-Mind)                                |
| 2017 | Kirby's Blowout Blast               | Diretor geral, dublador (Rei Dedede)                                |
| 2017 | Kirby Battle Royale                 | Diretor geral, dublador (Rei Dedede)                                |
| 2018 | Kirby Star Allies                   | Diretor geral, dublador (Rei Dedede, Void Termina)                  |
| 2019 | Kirby's Epic Yarn                   | Supervisor de personagem                                            |
| 2019 | BoxBoy! + BoxGirl!                  | Quadrinhos em caixa - rascunhos                                     |
| 2019 | Super Kirby Clash                   | Diretor geral, dublador (Rei D-Mind), finalizando letras de músicas |
| 2020 | Kirby Fighters 2                    | Diretor geral, dublador (Rei Dedede)                                |
| 2022 | Kirby and the Forgotten Land        | Diretor geral, dublador (Rei Dedede), letras da música tema         |
| 2022 | Kirby's Dream Buffet                | Diretor geral                                                       |
| 2023 | Kirby's Return to Dream Land Deluxe | Diretor geral, dublador (Rei Dedede)                                |